# Biblioteca circulante
Uma biblioteca circulante (também conhecida como biblioteca de empréstimo e biblioteca de aluguel) era antes de mais nada um empreendimento comercial. A intenção era lucrar com o empréstimo de livros ao público mediante o pagamento de uma taxa.

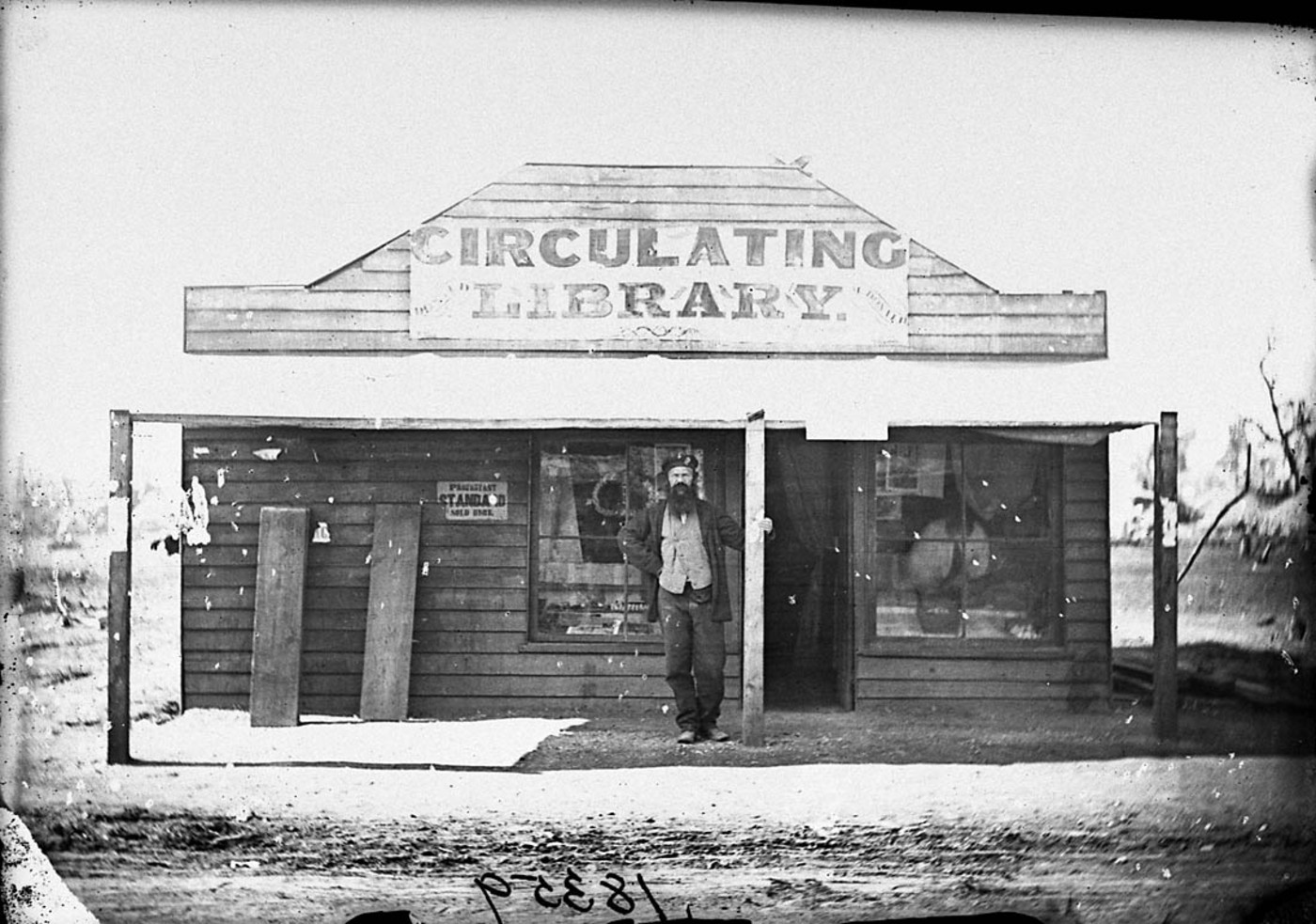
Donald McDonald, livreiro, e sua Biblioteca Circulante, Gulgong, 1870.

## Visão geral
As bibliotecas circulantes eram uma alternativa para o grande número de leitores que não podiam pagar o preço de livros novos no século XIX, mas também tinham como objetivo saciar o desejo deles por publicações recentes. Muitas bibliotecas circulantes privadas eram vistas como fornecedoras de romances sensacionalistas para uma clientela feminina, mas nem sempre foi esse o caso. Muitas bibliotecas circulantes privadas na Europa foram criadas para públicos científicos e / ou literários. Na Grã-Bretanha, os leitores da classe média dependiam dessas instituições para fornecer acesso aos mais recentes romances de ficção, que exigiam uma assinatura substancial inaccessível a muitos leitores da classe baixa.
As bibliotecas circulantes eram de três tipos principais: bibliotecas especializadas; clubes do livro, que estavam florescendo; e bibliotecas comerciais, que se desenvolveram em grandes cidades e, principalmente, ofereciam uma ampla coleção de romances. Embora as bibliotecas universitárias e de faculdades tenham prosperado, assim como as bibliotecas especificas de governos, associações e empresas, elas ainda não eram abertas para consulta do público em geral.
Bibliotecas circulantes alugavam best-sellers em grande número, permitindo que editoras e autores aumentassem seus leitores e seus ganhos, respectivamente. Editores e bibliotecas circulantes tornaram-se, no século XIX, cada vez menos dependentes uns dos outros na obtenção de lucro mútuo. As bibliotecas circulantes também influenciaram as editoras de livros a continuar produzindo livros caros em vários volume, em vez do formato em volume único (ver romance em três volumes). No entanto, os títulos de ficção mais vendidos saiam de moda rapidamente e muitas bibliotecas circulantes ficavam com um estoque que não podiam vender nem alugar. Esta é uma das razões pelas quais bibliotecas circulantes, como a de Charles Edward Mudie, foram forçadas a fechar suas portas em resposta a alternativas mais baratas.
É difícil definir com precisão as bibliotecas circulantes e, especialmente, o que as distingue de outros tipos de bibliotecas. No período de existência das bibliotecas circulantes, havia outras bibliotecas, como bibliotecas por assinatura, que operavam de maneira semelhante, mas não as mesmas. De qualquer forma, os termos biblioteca circulante e biblioteca por assinatura “eram completamente intercambiáveis”. Era lógico que fossem consideradas a mesma coisa, uma vez que ambas distribuíam livros e cobravam uma taxa de assinatura. As bibliotecas diferiam em suas intenções. A intenção das bibliotecas circulantes era o ganho financeiro, já as bibliotecas por assinatura pretendiam obter obras literárias e acadêmicas para compartilhar com outras pessoas.

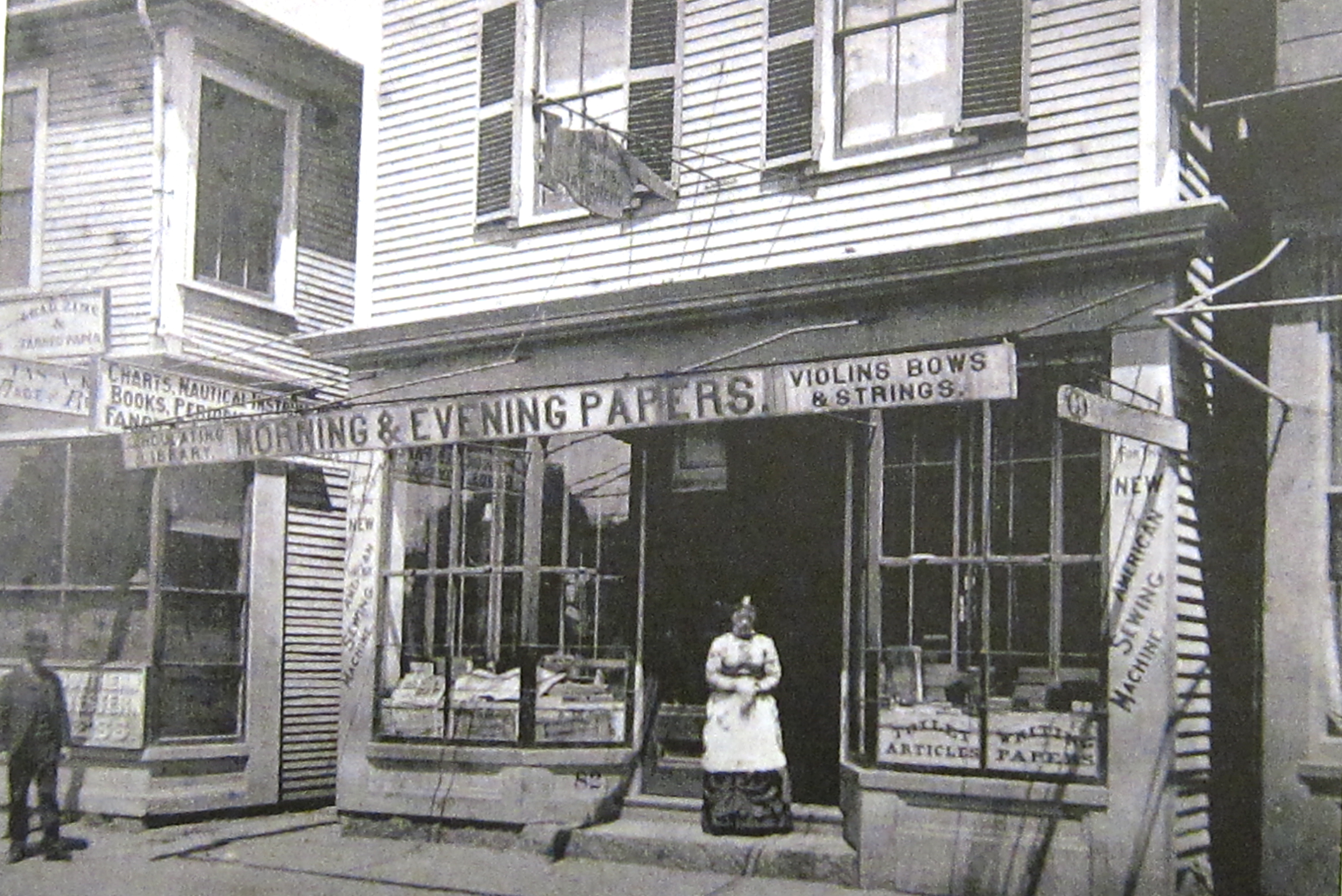
No.82 Main Street, Gloucester, Massachusetts

Bibliotecas circulantes foram populares nos séculos XVIII e XIX e estavam localizadas em comunidades grandes e pequenas. Normalmente eram operadas em lojas que vendiam outros itens, como jornais e livros. Às vezes, elas estavam em lojas que vendiam itens totalmente não relacionados a livros. As taxas eram por longos períodos de tempo, variando de vários meses a um ano. Em algumas bibliotecas, eventualmente, as taxas mudaram para diárias para tentar atrair clientes.
Uma diferença entre as bibliotecas circulantes e outras bibliotecas era que o seu acervo refletia a demanda do público, o que gerava coleções maiores de ficção. Quando a circulação desses livros diminuía, eles eram vendidos. Outra diferença era que os clientes geralmente eram mulheres. Esses fatores contribuíram para a popularidade das bibliotecas circulantes. As bibliotecas circulantes foram as primeiras a prestar serviço às mulheres e a buscar ativamente seu patrocínio. Não foi por acaso que algumas dessas bibliotecas ficavam localizadas em chapelarias, papelarias e escritórios de parteiras.

### Primeiras bibliotecas circulantes
- 1725, Allan Ramsay abriu a primeira biblioteca circulante em Edimburgo, Escócia.[4]
- 1728, A primeira biblioteca circulante da Inglaterra foi inaugurada por James Leake.
- 1745, ano da dissolução da biblioteca circulante operada por Samuel Fancourt
- 1762, A primeira biblioteca circulante da América foi inaugurada em Annapolis, Maryland, por William Rind.[1]

## Críticas às bibliotecas circulantes e aos romances
O final do século XVIII foi quando os romances se tornaram comuns. A demanda por romances era alta, mas o custo deles tornava-os inacessíveis para muitos. Eles tinham grande apelo porque eram menos complexos do que tipos mais acadêmicos de literatura. No entanto, os romances não tiveram recepção esmagadoramente popular.
Os aspectos dos romances eram realistas, o que os tornava atraentes e compreensíveis. Os elementos dos romances que os tornavam extraordinários e sedutores eram as partes que se distanciavam do que normalmente aconteceria na realidade. A sociedade temia que as pessoas, principalmente as mulheres, não fossem capazes de diferenciar entre os elementos realistas e os completamente ficcionais. Basicamente, o argumento contra os romances era que eles fariam com que as pessoas tivessem expectativas de vida irrealistas.
As bibliotecas circulantes foram muito criticadas no auge de sua popularidade por serem fornecedoras de romances. As opiniões sobre os romances e seus leitores, vendedores e escritores iam além da simples crítica e algumas vezes tornavam-se caluniosas. Muitas das informações conhecidas sobre as críticas aos romances vêm de uma variedade de fontes públicas e privadas.

## Publicação
Algumas bibliotecas circulantes eram editoras, embora muitas não tivessem uma distribuição ampla das obras que imprimiam. No final do século XVIII, elas aumentaram a quantidade de ficção que publicaram. Elas preferiam publicar obras de mulheres, enquanto outras editoras ainda preferiam obras de homens.
Era comum as pessoas publicarem seus trabalhos anonimamente. As editoras de bibliotecas circulantes eram conhecidas por publicar obras anônimas e acredita-se que muitas das que foram publicadas dessa forma foram escritas por mulheres. As editoras de bibliotecas circulantes não eram vistas tão favoravelmente quanto as outras grandes editoras, uma vez que imprimiam obras consideradas desagradáveis pela sociedade. Os autores poderiam querer que seus trabalhos fossem anônimos para evitar o estigma de serem associados a uma editora com uma reputação duvidosa.

## Declínio
No início do século XX, a maneira como as pessoas adquiriam livros havia mudado e as bibliotecas circulantes não eram mais a forma preferida de obtê-los. O fator que mais contribuiu para a contração das bibliotecas circulantes foi a redução do preço dos livros, o que os tornou mais acessíveis ao público, de modo que dependiam menos das bibliotecas circulantes. Na tentativa de compensar a perda de receita, as taxas de assinatura foram reduzidas de mensais ou anuais para diárias.
As bibliotecas circulantes comerciais ainda eram comuns no século XX, embora a popularização das bibliotecas públicas tenha contribuído para o seu declínio. Outro fator que contribuiu nesse aspecto foi a difusão de livros de bolso, que eram mais baratos.

No Reino Unido, a rede varejista WHSmith administrou um sistema de biblioteca desde 1860, que durou até 1961, quando a biblioteca foi adquirida pela Boots the Chemist. Esta, fundada em 1898 e presente com 450 agências, continuou até que as últimas 121 unidades fecharam em 1966.